# Bailliage de Saint-Mihiel
XIIIe siècle – 1790
Entités suivantes :
- District de Saint-Mihiel

Le bailliage de Saint-Mihiel est une ancienne entité administrative du duché puis de la province de Bar, ayant existé du XIIIe siècle jusqu'en 1790. Il avait pour chef-lieu Saint-Mihiel, ville qui était également le chef-lieu du Barrois non mouvant.

## Géographie
Après l'édit de juin 1751, ce bailliage est délimité à l'ouest par celui de Bar-le-Duc, au sud par le bailliage de Commercy, à l'est par ceux de Pont-à-Mousson et de Thiaucourt, au nord par le Verdunois.

## Coutumes
Deux coutumes différentes régissent ce bailliage, celle de St. Mihiel et celle de Verdun.
Les coutumes du bailliage de St. Mihiel furent rédigées et examinées à la cour des grands-jours, ainsi que dans les états de 1571 devant le bailli Jean de Lénoncourt et en 1598, devant le bailli Théodore de Lénoncourt. Les trois états du bailliage ayant fait des représentations au duc Charles III sur leurs coutumes, il ordonna le 5 septembre 1607 à Théodore de Lénoncourt de les convoquer encore là-dessus au 25 du même mois.
L’assemblée n’eut lieu que le 26 et les jours suivants, les coutumes y furent réformées mais le grand duc Charles étant mort en 1608, elles ne furent confirmées que le 23 juillet 1609, par le duc Henri le bon son successeur. Il est fait mention du droit de Sainte-Croix de Verdun ainsi que de la loi de Belmont, dans l’article 41 des anciennes coutumes de Bar, recueillies en septembre et octobre 1506.
Elles furent imprimées à Paris en 1678 sous le titre de Coutumes générales de la ville & cité & comté de Verdun, appelées communément les coutumes & droits de Ste. Croix. Elles n'avaient aucun signe d'autenticité, pas même de date, et tiraient leur autorité du seul privilège d’imprimer, accordé par Louis XIV en 1677. Cependant, Louis XV, par une déclaration du 24 avril 1741 et lettres-patentes du 25 avril suivant, en ayant ordonné la réformation, elle fut faite au mois de février 1743, par M. Lançon conseiller du parlement de Metz, dans l'assemblée des trois États. Cette rédaction, approuvée par lettres du roi du 30 septembre 1747, est présumée inconnue en Lorraine, où les changements faits alors ne sont point encore reçus en 1779 ; on y suit donc l’ancienne coutume.

## Unité de mesure
La mesure utilisée dans ce bailliage est le bichet, le froment se mesure ras au grenier. Cependant, au marché, on ajoute un huitième comble et le bichet de froment ainsi mesuré pèse trente-deux livres et demie ; dix et demi de ces bichets comble d’avoine font les vingt-quatre boisseaux de Paris.

## Diocèses
Dans la seconde moitié du XVIIIe siècle, les diocèses présents dans ce bailliage sont ceux de Metz, Toul et Verdun.

## Baillis
Les baillis ont été les suivants : Ancelin de Bouconville (1269), Collignon de Koeurs (1329), Jehan de Condé (1340), Jean des Armoises (1402), Jean de Lenoncourt (1495), Jacques du Châtelet (1533), René de Beauvau (1543), Pierre de Watronville (1557), Jean-Louis-Théodore de Lenoncourt et Enard-Florent du Châtelet (aux XVIe et XVIIe siècles), De Raigecourt (1703), Du hautoy (1789).

## Prévôtés
En 1670, les seize prévôtés suivantes dépendent du bailliage de Saint-Mihiel : Arrancy, Bournonville, Bruy ou Briey, la Chaussée, Conflans-en-Jarsy, Estain, Foug, Longuion, Longwy, Mandres, La Mothe-et-Bourmont, Noroy-le-Sec, Pont-à-Mousson, Rambercourt-aux-Pots, Sancy et Saint-Mihiel.
En 1710, les dix prévôtés suivantes dépendent de ce bailliage : prévôté de Saint-Mihiel, prévôté et office du comté d'Apremont, prévôté et office de Bouconville, prévôté de Briey, prévôté de Conflans-en-Jarnisy, prévôté et office de Foug, prévôté de Hattonchâtel, prévôté de Norroy-le-Sec, prévôté de embercourt-aux-Pots et prévôté de Sancy.

## Communautés
En 1779, les communautés ci-dessous font partie du bailliage.

### Sous la coutume de Saint-Mihiel
- Ailly
- Ambly et la cense de Vassecourt
- Apremont
- Billée ou Bilée
- Boncourt et Mandre-la-petite
- Bouconville
- Brasseite
- Broussey-en-Voivre
- Buxerulle
- Buxieres-lès-Buxerulle
- Chaillon
- La Croix-sur-Meuse
- Dommartin-la-Montagne
- Dompierre-au-Bois
- Doncourt-aux-Templiers
- Girauvoisin
- La Haiville
- Hannonville-sous-les-Côtes
- Heudicourt, ci-devant Trognon
- Liouville ou Liauville
- Loupmont
- Marbotte et sa commanderie
- Mécrin ou Mescring
- Montsec
- Pont-sur-Meuse
- Rambucourt et Ressoncourt
- Ranziere
- Raulecourt
- Richecourt
- St. Agnan ou St. Aignan et le fief de Bricourt
- Saint-Julien-en-Voivre
- Saint-Mihiel (la ville de), ses faubourgs, les fiefs de Pichomeix, Procheville, Verzel, Marsoupe et autres dépendances
- Savonniere-lès-Trognon
- Sommedieu
- Thillot-Saint-Maurice
- Troyon
- Varnéville
- Vaux-lès-Palameix et la cense de Palameix
- Voinville
- Xivray et Marvoisin

### Sous la coutume de Sainte-Croix de Verdun
- Avillers-sous-Hattonchâtel
- Bassaucourt
- Billy-sous-les-côtes
- Creue
- Deuxnouds et l'abbaye de l'Étanche
- Hattonchâtel
- Hattonville
- Herbeuville
- Lavignéville
- Maizey
- Saint-Maurice-sous-les-Côtes et Signeulle
- La Morville
- Saint-Remy-lès-Palameix
- Rouvroy-sur-Meuse
- Saulx-en-Voivre
- Senonville
- Seuzey
- Spada, ci-devant Gerbeuville
- Varviney
- Viéville-aux-côtes et la cense de Fontaine
- Vigneulle-lès-Hattonchâtel
- Voel et Broville